# Саблик, Милан
Милан Саблик (чеш. Milan Sáblík; род. 14 марта 1991 Žďár nad Sázavou, Чехия) — чешский конькобежец. Участник чемпионатов мира и Европы. Рекордсмен Чехии на дистанции 10000 метров (14:04,71 в 2007 году на ЧЕ в Коломне). Младший брат Мартины Сабликовой.
Тренер: Пётр Новак